# Kumlinge
Kumlinge ist eine Gemeinde und ein Ort in der autonomen finnischen Provinz (finnisch: Lääni) Åland. Die Gemeinde liegt auf einer Gruppe von Inseln im Osten der Provinz zwischen den Gemeinden Sottunga im Südwesten und Brändö im Nordosten. Die Bevölkerung lebt auf den vier Inseln Kumlinge, Enklinge, Seglinge und Björkö.
Kumlinge hat 306 Einwohner (Stand 31. Dezember 2022) und eine Fläche von 99,77 Quadratkilometern. Wie auf ganz Åland ist Schwedisch die offizielle Sprache. Die St.-Anna-Kirche von Kumlinge stammt aus dem Ende des 15. Jahrhunderts.

## Wirtschaft
Die Bevölkerung von Kumlinge ist vornehmlich mittelständisch geprägt, viele Einwohner sind im Transport- und Fährgeschäft tätig. Dagegen haben die traditionellen Gewerbe Landwirtschaft und Fischerei auf den Inseln der Gemeinde heute nur noch eine geringe Bedeutung. Fischerei wird heute weitgehend nur noch in kleinem Stil als Freizeitbeschäftigung im Rahmen des Fremdenverkehrs betrieben, welcher seinerseits heute zu den wichtigsten Einnahmequellen gehört.
In der Gemeinde herrscht Vollbeschäftigung, die Arbeitslosenquote wurde im Januar 2007 offiziell mit 0 Prozent ausgewiesen.

## Verkehr
Kumlinge ist mit Fähren erreichbar von Långnäs in Lumparland, von Hummelvik in Vårdö sowie vom finnischen Festland aus von Kustavi über Brändö. Auf Kumlinge befindet sich der einzige Flugplatz in den finnischen Schären.

## Bilder

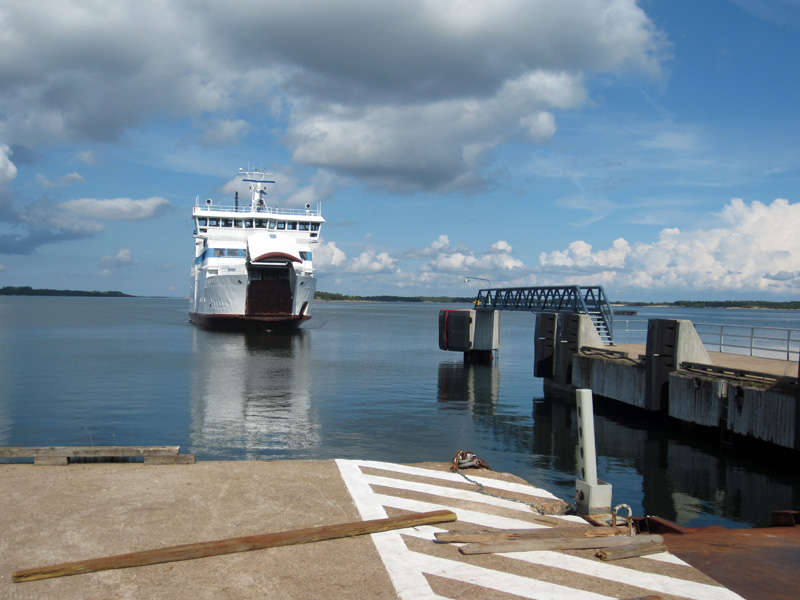
Fähranlegeplatz Kumlinge
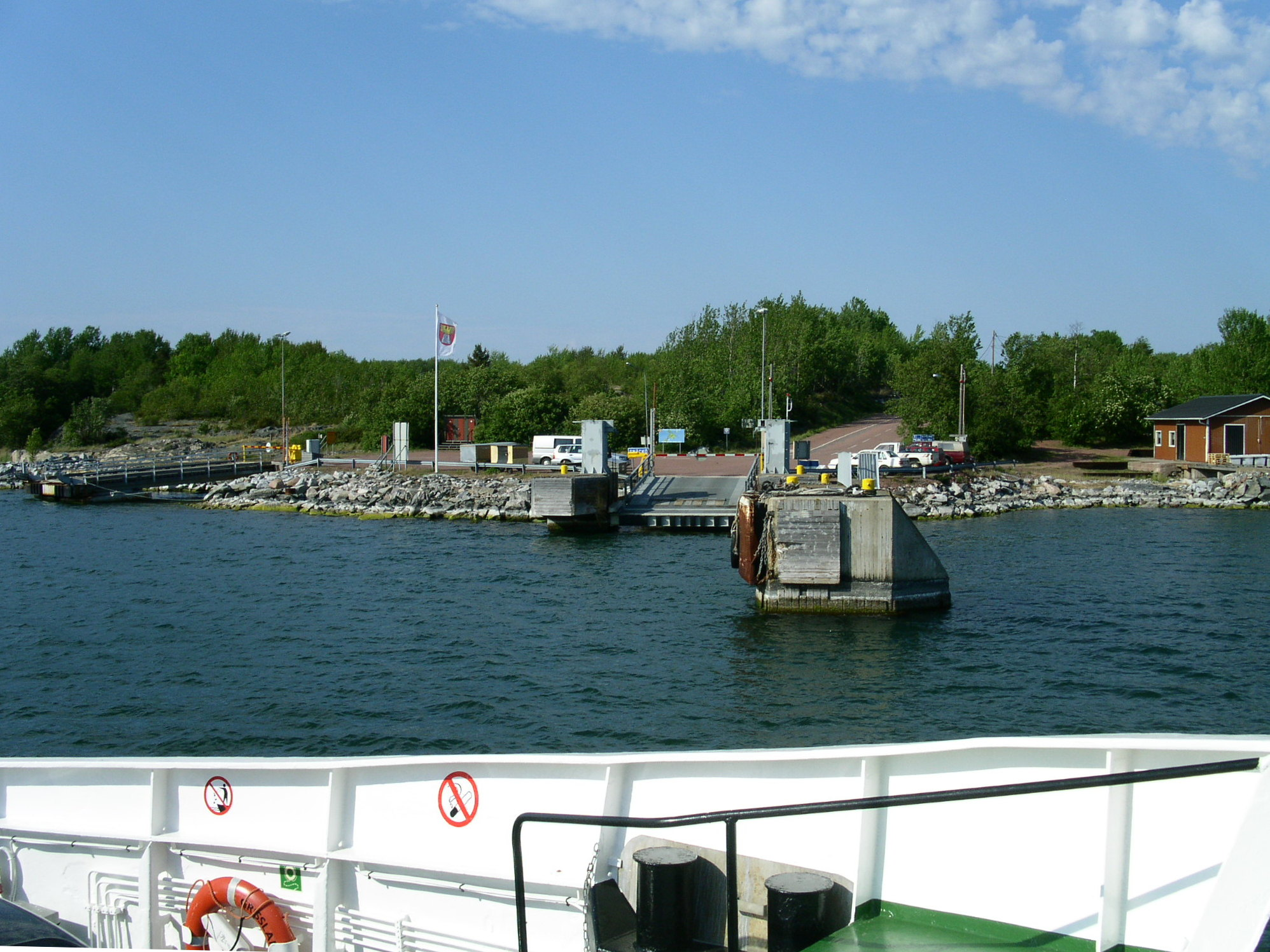
Fährenanleger in Snäckö
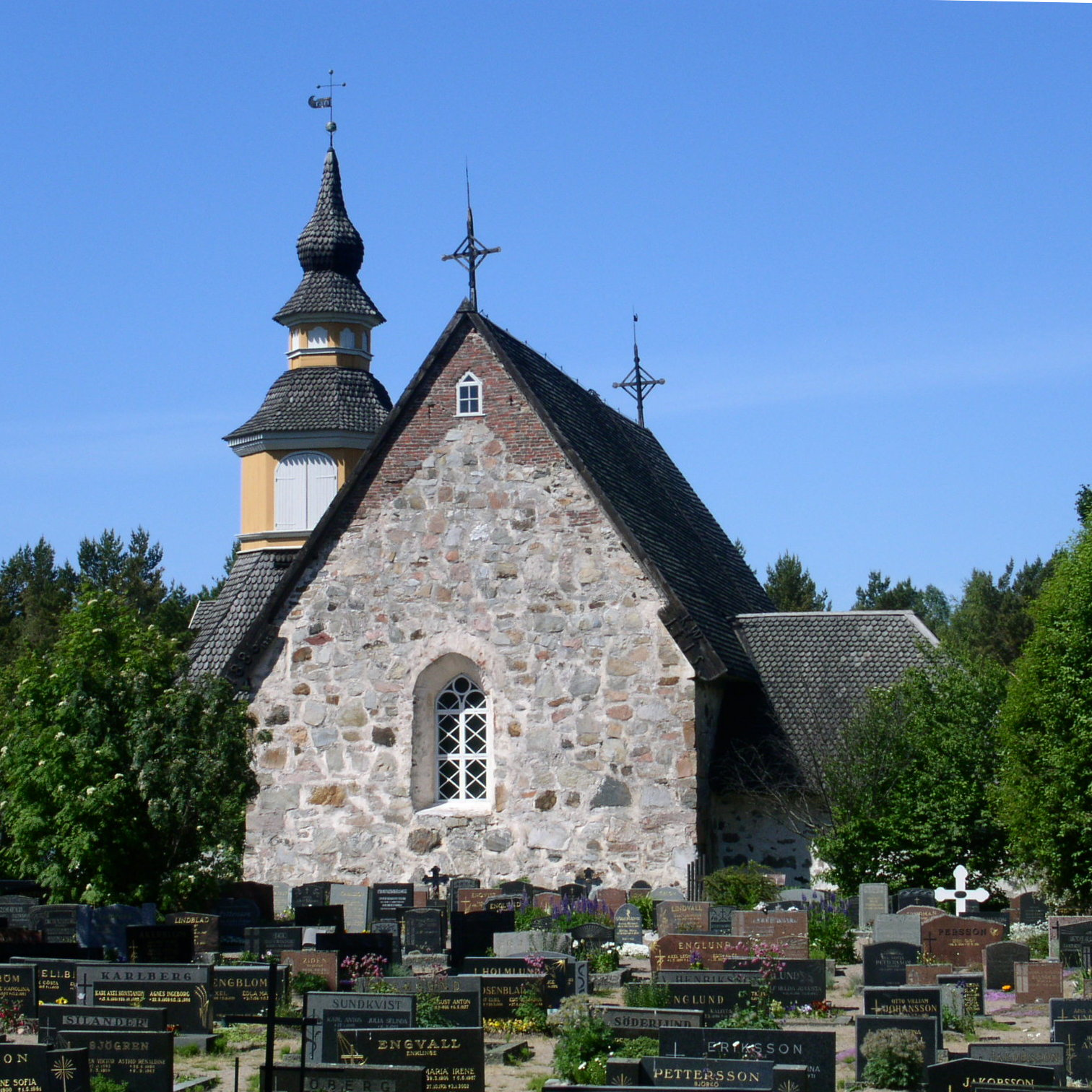
Kirche St. Anna